# Río Panya
Der Río Panya ist ein etwa 176 km (mit Río Pauyo: 257 km) langer rechter Nebenfluss des Río Cushabatay in Ost-Peru. Er durchquert den äußersten Südwesten der Provinz Ucayali in der Region Loreto in überwiegend nördlicher Richtung.

## Flusslauf
Der Río Panya entspringt im äußersten Südwesten des Distrikts Pampa Hermosa auf einer Höhe von etwa 1280 m in der Cordillera Azul, einem Gebirgszug der peruanischen Ostkordillere. Der Río Panya fließt anfangs knapp 30 km in Richtung Ostnordost. Anschließend durchschneidet er einen Höhenkamm in nordwestlicher Richtung und hält den Kurs für die folgenden zehn Kilometer bei. Nun durchquert der Fluss eine von Höhenkämmen gesäumte Beckenlandschaft in überwiegend nördlicher Richtung. Bei Flusskilometer 104 trifft der Río Pauyo, bedeutendster Nebenfluss, von Westen auf den Río Panya. Dieser durchschneidet bei Flusskilometer 63 den Höhenkamm, der die Beckenlandschaft im Osten und im Norden umschließt. Der Río Panya wendet sich im Unterlauf in Richtung Ostnordost. Er durchquert dabei das Amazonastiefland und bildet zahlreiche Flussschlingen. Schließlich mündet er auf einer Höhe von etwa 171 m in den von Nordosten heranfließenden Río Cushabatay.

## Einzugsgebiet und Hydrologie
Der Río Panya entwässert ein Areal von ungefähr 3230 km². Es liegt vollständig innerhalb des Distrikts Pampa Hermosa. Das Einzugsgebiet oberhalb von Flusskilometer 43 befindet sich größtenteils im Nationalpark Cordillera Azul. Das Einzugsgebiet des Nebenflusses Río Pauyo oberhalb von dessen Flusskilometer 67 liegt außerhalb des Nationalparks.